# 波特斯希爾 (北卡羅萊納州)
波特斯希爾（英語：Potters Hill）是位於美國北卡羅萊納州杜普林縣的普查規定居民點。

## 人口
根據2020年美國人口普查的數據，波特斯希爾的面積為13.87平方千米，皆為陸地。當地共有人口437人，而人口密度為每平方千米31.51人。